# Styposis nicaraguensis
Styposis nicaraguensis là một loài nhện trong họ Theridiidae.
Loài này thuộc chi Styposis. Styposis nicaraguensis được Herbert Walter Levi miêu tả năm 1960.